# Kunstschatulle
Die Kunstschatulle war ein denkmalgeschütztes Wohn- und Geschäftshaus in Aschersleben in Sachsen-Anhalt.

## Lage
Es befand sich an der Adresse Badstuben 14 auf der Westseite der Straße Badstuben, an deren südlichen Ende, im südlichen Teil der Aschersleber Innenstadt.

## Geschichte und Architektur

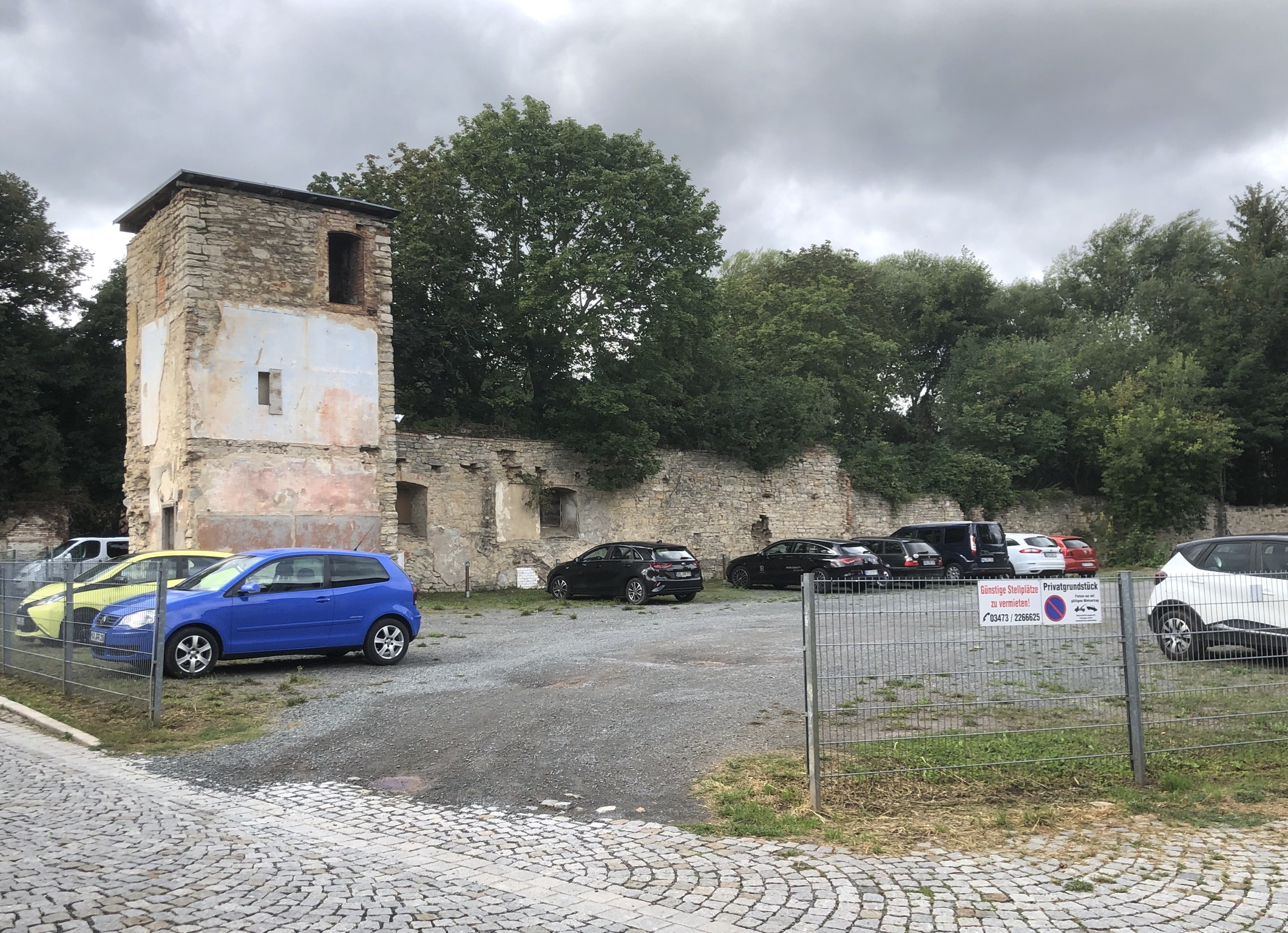
Baulücke Badstuben 14, Blick von Norden, 2020, im Hintergrund der Krappsche Turm

Das zweigeschossige Gebäude entstand in der Zeit um 1800 in einer Ecklage an einem deutlichen Vorsprung der Bauflucht der Straße Badstuben. Es galt als prägend für das Straßenbild. Der Grundriss war unregelmäßig geschnitten. Die Bauweise war typisch für Aschersleben. Während das Erdgeschoss in massiver Bauweise errichtet war, war das Obergeschoss in Fachwerkbauweise erstellt. Der Westflügel war 1884 entstanden und verfügte an seinem oberen Fachwerk-Halbgeschoss über Ziegelschmuck.
Sowohl der Hauseingang als auch die Fenster waren im Stil des Historismus gestaltet.
Im Inneren befanden sich in hoher Qualität gearbeitete Türen aus dem 19. Jahrhundert sowie Türen mit Glasfüllungen, die zum Teil farbig bzw. mit Ornamenten versehen waren. Bemerkenswert war auch eine am Ende des 19. Jahrhunderts entstandene Treppe.
Zeitweise bestand eine Nutzung als Fleischerei. Anfang des 21. Jahrhunderts stand das Haus leer und war sanierungsbedürftig. Schwammbefall und Setzungen beeinträchtigten insbesondere auf der Hofseite die Statik des Gebäudes.
Im örtlichen Denkmalverzeichnis war das Wohn- und Geschäftshaus unter der Erfassungsnummer 094 80426 als Baudenkmal verzeichnet. 2012 erfolgte der Abriss, im Auftrag des Eigentümers Mike Schubert. Vor dem Abriss erfolgte eine Dokumentation mittels Photogrammetrie.
Am südlichen Ende des Grundstücks steht der zur Aschersleber Stadtbefestigung gehörende Krappsche Turm, der vom Abriss ausgenommen wurde.